# Liste der Naturdenkmale in Otterberg
Die Liste der Naturdenkmale in Otterberg nennt die im Gemeindegebiet von Otterberg ausgewiesenen Naturdenkmale (Stand 2. April 2013).

## Naturdenkmale
| Nr.         | Bezeichnung     | Lage                                                | Beschreibung                       | Bild                                    |
| ----------- | --------------- | --------------------------------------------------- | ---------------------------------- | --------------------------------------- |
| ND-7335-243 | Kestebäumchen   | Alleestraße Lage                                    | Aesculus hippocastanum             | Direkt Bild zu diesem Denkmal hochladen |
| ND-7335-244 | Weinbrunnen     | westlich der Stadt am Weinbrunnerhof Lage           | ungefasste Quelle                  | Direkt Bild zu diesem Denkmal hochladen |
| ND-7335-245 | Ellenbachweiher | nordöstlich der Stadt und des Drehenthalerhofs Lage | Weiher; flächenhaftes Naturdenkmal | Direkt Bild zu diesem Denkmal hochladen |
| ND-7335-246 | Steinkaut       | Johannisstraße, bei Nr. 32 Lage                     | Vogelnistgehölz                    | Direkt Bild zu diesem Denkmal hochladen |